# Leioproctus labratus
Leioproctus labratus är en biart som först beskrevs av Melo 1996.  Leioproctus labratus ingår i släktet Leioproctus och familjen korttungebin. Inga underarter finns listade i Catalogue of Life.